# ارنست والتون
ارنست توماس سینتون والتون (به انگلیسی: Ernest Thomas Sinton Walton) (متولد ۶ اکتبر ۱۹۰۳ - درگذشته در ۲۵ ژوئن ۱۹۹۵) , یک فیزیک‌دان ایرلندی بود. او به‌خاطر فعالیت مشترکش با جان داگلاس کاکرافت در جهت شکافتن اتم در دانشگاه کمبریج در سال ۱۹۵۱ مفتخر به دریافت جایزه نوبل گردید.